# Беретті Олександр Вікентійович
Бере́тті Олекса́ндр Віке́нтійович (нар. 15 (27) квітня 1816, Санкт-Петербург, Російська імперія — 6 (18) червня 1895, Київ, Російська імперія) — російський архітектор, член Петербурзької Академії Мистецтв, син Вікентія Беретті. Яскравий представник класицизму у Києві. Викладав у Київському університеті.

## Біографія
Народився в Санкт-Петербурзі в 1816. Син відомого архітектора В. І. Беретті.
З 1827 року вчився в Петербурзькій Академії художеств, з 1840 року — академік архітектури. Викладав історію архітектури в Київському університеті.
Пік популярності і затребуванності Олександра Беретті прийшовся на 1840—1850 роки. В ці роки завдяки прихильності генерал-губернатора Бібикова Беретті виконав найвизначніші свої роботи.
За періодом затребуваності і визнання пішли невдачі і неприємності. Після відсторонення від будівництва Володимирського собору Олександр Вікентійович прожив ще три десятиліття, майже не працюючи за фахом. Помер у Києві, похований на Байковому кладовищі недалеко від могили батька.

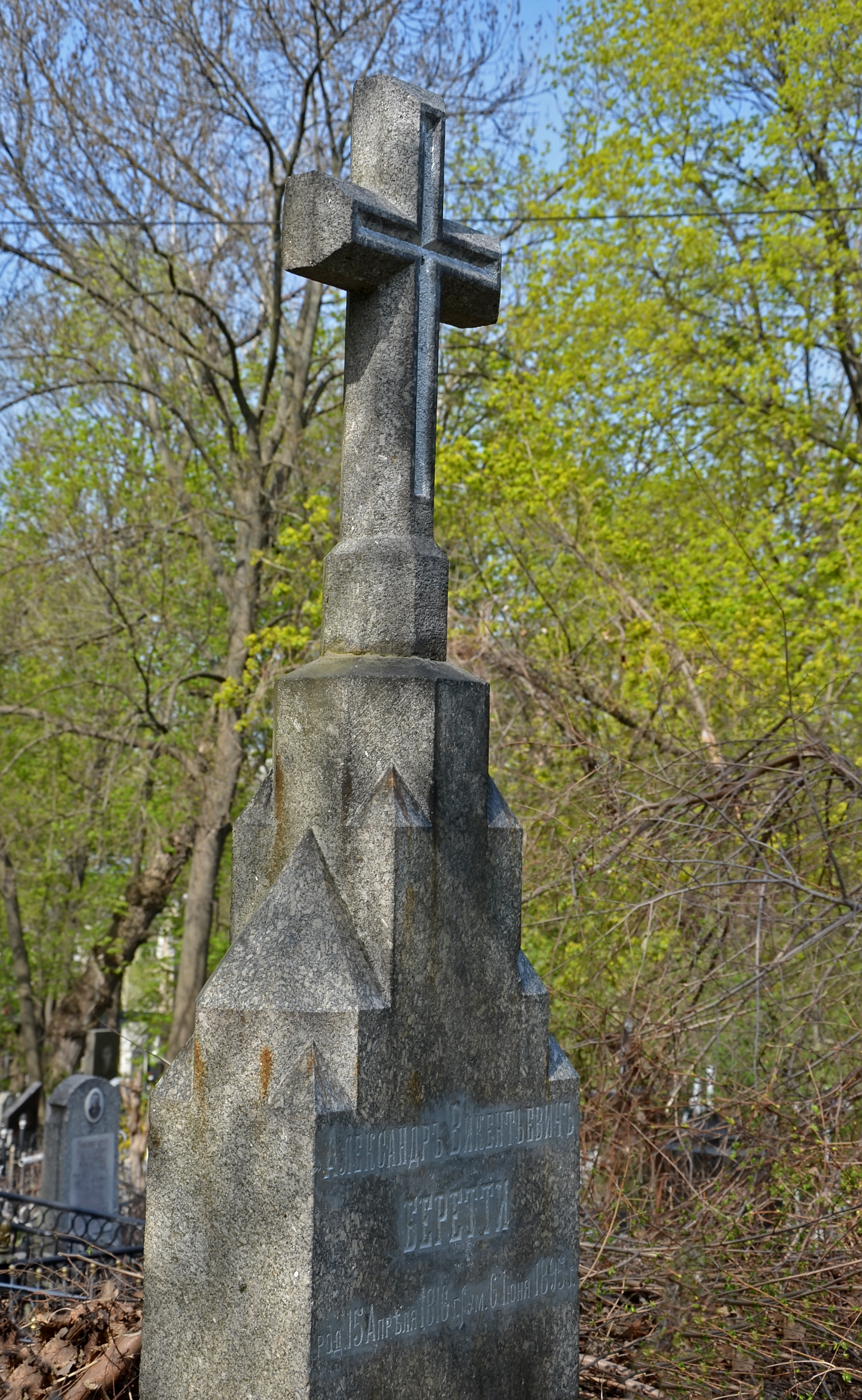
Могила Олександра Беретті на Байковому кладовищі

### Кирилівська церква
У 1860 році в Києві в Кирилівській церкві були відкриті фрески XII століття — під час богослужіння від стіни відвалився шматок вапна і священик побачив на стіні обличчя святого. Відкриття мало загальнодержавне значення. Фрески вирішили розчистити. Керівником реставраційних робіт призначили Олександра Беретті. Але роботи виконувалися погано — кілька фресок було майже знищено. Беретті зі скандалом відсторонили від роботи. Його правонаступником став відомий мистецтвознавець, археолог і художник Андріян Прахов.

### Володимирський собор
Беретті призначили керівником будівництва Володимирського собору. 15 (27) липня 1862 року почали будівництво собору, після чого до початкового проєкту кількома архітекторами були послідовно внесені зміни. Безпосередній нагляд за будівництвом будівельний комітет доручив О. В. Беретті, який вніс значні зміни в проєкт Штрома—Спарро.
Уже в 1866 році собор був збудований до куполів. Проте несподівано стіни, а слідом за ними арки й перекриття, дали глибокі тріщини. Стало зрозуміло, що вони не витримають ваги куполів. Роботи припинили, було створено спеціальний технічний комітет з провідних київських архітекторів, із Петербурга викликали Івана Штрома. З'ясувалося, що ситуація викликана допущеними при переробці проєкту помилками в математичних розрахунках. Беретті усунули з посади.
У 1875 році до Києва знову приїхав імператор Олександр II. Здійснюючи інспекційний огляд міста, він поцікавився і будівництвом соборного храму. Побачивши порожній будівельний майданчик і повністю прогнилі риштування, він наказав за всяку ціну продовжити будівництво. З Петербурга негайно викликали одного з найвідоміших архітекторів Рудольфа Бернгарда, який зробив точні математичні розрахунки навантажень на стіни і перекриття, а потім знайшов і технічне рішення для ліквідації тріщин. Зовнішні несучі стіни було запропоновано зміцнити прибудовою бічних нефів і контрфорсів. Собор рятували і добудовували інші.

## Роботи
- Будівля пансіону Лєвашової (тепер будівля Президії АН України)
- Співавтор проєкту Володимирського собору
- Будинок Першої київської гімназії (1850; нині — гуманітарний корпус Національного університету імені Тараса Шевченка)
- Будинок на Хрещатику, 12 (1850);
- Споруда Київського дворянського зібрання у 1851 році;
- Триповерховий готель «Європа» на Хрещатику (1852), на місці якого у кінці 1970-х років було споруджено київський філіал музею Леніна (нині там знаходиться Український дім).
- Будинок реального училища на Михайлівській площі — Велика Житомирська вулиця, 2 (нині — Дипломатична академія)
- Анатомічний театр Київського університету Св. Володимира (1851—1853; побудований як навчальний заклад медичного факультету Київського університету: у наші дні в будинку розміщений Національний музей медицини України)

На Хрещатику він зводив і прибуткові житлові будинки, а також іще один готель на Бесарабці — на місці тієї будови, де був кінотеатр «Орбіта». Цей двоповерховий готель належав самому архітекторові. Саме в ньому 1846 року зупинявся Тарас Шевченко. Спроєктував він також власний будинок, розташований на Володимирській вулиці, 35 (1848). Вже тривалий час тут міститься приймальня Служби безпеки України (раніше — приймальня КДБ).

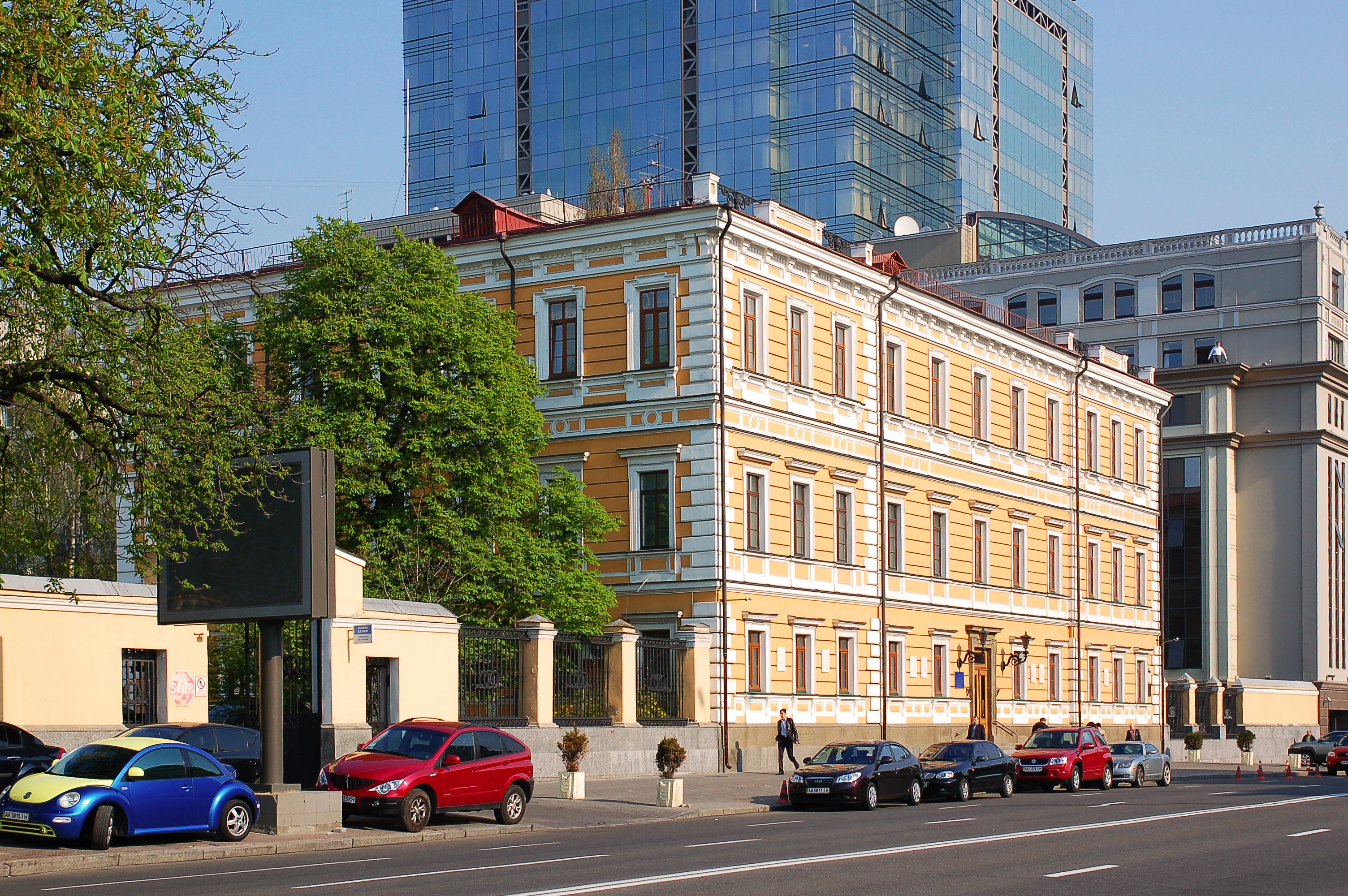
Будівля колишнього пансіону Лєвашової
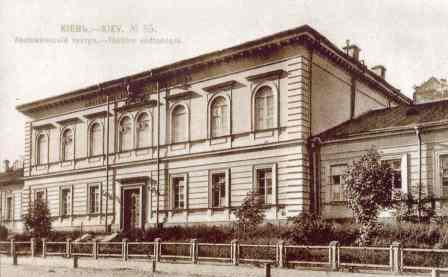
Анатомічний театр Київського університету Св. Володимира. 1910
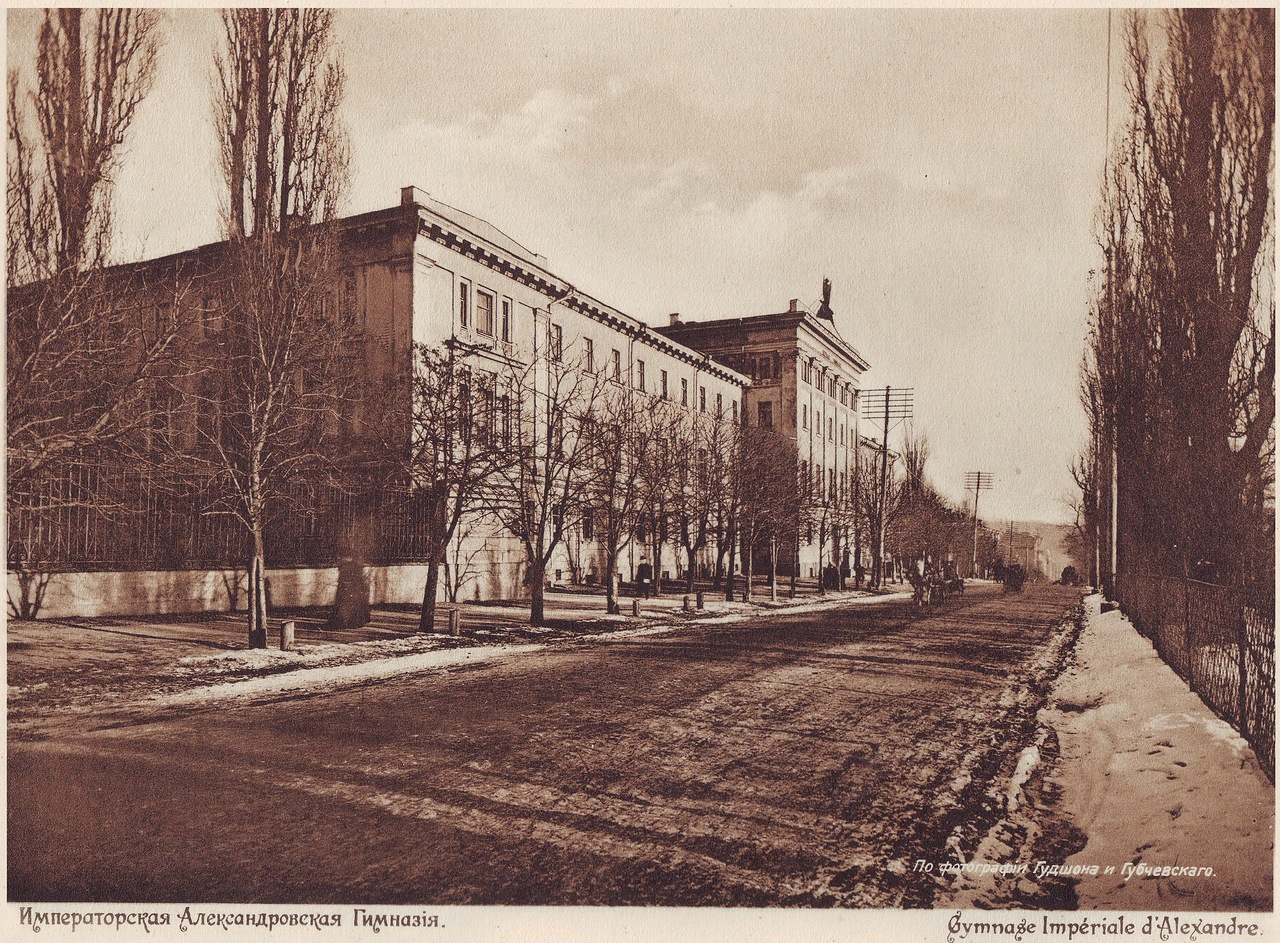
Будівля Першої гімназії, 1910-ті
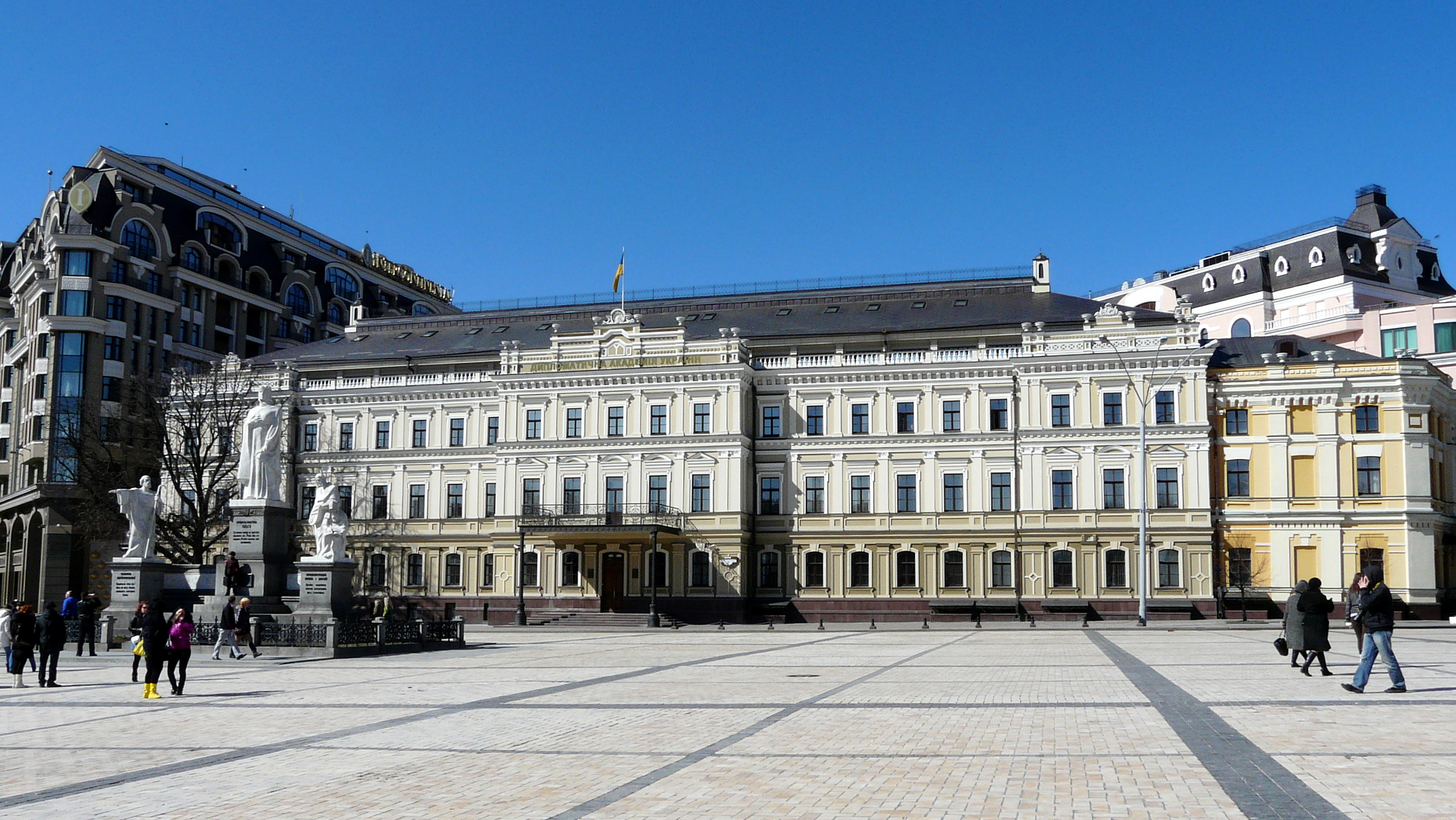
Будинок реального училища (Будівля Дипломатичної академії)